# NGC 84
NGC 84 – gwiazda o jasności 15,0m znajdująca się w gwiazdozbiorze Andromedy. Skatalogował ją Guillaume Bigourdan 14 listopada 1884 roku, błędnie sądząc, że posiada ona mgławicę. Niektóre źródła (np. baza SIMBAD) podają, że NGC 84 to pobliska galaktyka LEDA 1384 (PGC 1384).